# Latoia albicosta
Latoia albicosta är en fjärilsart som beskrevs av George Francis Hampson 1910. Latoia albicosta ingår i släktet Latoia och familjen snigelspinnare. Inga underarter finns listade i Catalogue of Life.